# 2005-ös magyar tekebajnokság
A 2005-ös magyar tekebajnokság a hatvanhetedik magyar bajnokság volt. A bajnokságot május 7. és 8. között rendezték meg, a férfiakét Kunfehértón, a nőkét Zalaegerszegen.

## Eredmények
| Versenyszám            | Arany                                                    | Arany | Ezüst                                             | Ezüst | Bronz                                            | Bronz |
| ---------------------- | -------------------------------------------------------- | ----- | ------------------------------------------------- | ----- | ------------------------------------------------ | ----- |
| Férfi napi egyéni      | Pintér György SKC Ritzing                                | 633   | Kovács Gábor Zalaegerszegi TK                     | 605   | Kiss Norbert Szegedi TE                          | 602   |
| Férfi páros            | Karsai László, Kovács Gábor Szegedi TE, Zalaegerszegi TK | 1221  | Kakuk Levente, Kiss Norbert Szegedi TE            | 1191  | Bóta Ervin, Bódi Tibor Szegedi TE                | 1168  |
| Férfi összetett egyéni | Pintér György SKC Ritzing                                | 1217  | Kiss Norbert Szegedi TE                           | 1215  | Karsai László Szegedi TE                         | 1212  |
| Női napi egyéni        | Balogh Erika Köfém SC                                    | 568   | Csongrádi Gyöngyi Ferencvárosi TC                 | 564   | Juhász Gabriella Ferencvárosi TC                 | 561   |
| Női páros              | Balogh Erika, Hudi Zsófia Köfém SC                       | 1110  | Miklós Nóra, Simonffy Tímea Zalaegerszegi TE-ZÁÉV | 1101  | Juhász Gabriella, Bíró Zsuzsanna Ferencvárosi TC | 1084  |
| Női összetett egyéni   | Miklós Nóra Zalaegerszegi TE-ZÁÉV                        | 1132  | Hudi Zsófia Köfém SC                              | 1123  | Juhász Gabriella Ferencvárosi TC                 | 1117  |